# Viktor Löwenfeld (Kunstpädagoge)
Viktor Löwenfeld (geboren 21. März 1903 in Linz, Österreich-Ungarn; gestorben 1960) war ein austroamerikanischer Kunstpädagoge.

## Leben
Viktor Löwenfeld war ein Sohn des Markus Löwenfeld und der Emilie Reinisch. Er studierte Kunst an der Wiener Kunstgewerbeschule bei Franz Čižek und Psychologie an der Universität bei Karl Bühler. Er arbeitete nebenher ab 1923 an der Blindenschule Hohe Warte, wo er einen zweiwochenstündigen Modellierunterricht einführte. 1926 erhielt er das Diplom. 1928 wurde er Leiter der Kunstabteilung an der Wiener Zwi-Perez-Chajes-Schule und Professor für Kunsterziehung an der Universität.
Nach dem Anschluss Österreichs 1938 emigrierte er nach England und von dort in die USA, wo er seinen Familiennamen anpasste. Lowenfeld arbeitete ab 1939 als Dozent für Kunst am Hampton Institute in Virginia. Ab 1945 kuratierte er dort die afrikanische Kunstsammlung. Der Muralist John T. Biggers (1924–2001) war ein Schüler. Im Zweiten Weltkrieg war Lowenfeld Soldat in der US Army, und er wurde 1946 US-amerikanischer Staatsbürger. Ab 1946 arbeitete er als Professor für Kunsterziehung an der Penn State University und leitete ab 1957 das Department of Art Education.
Lowenfeld war aktiv in der National Art Education Association (NAEA) und im National Committee on Art Education und hatte Einfluss auf die Ausbildung der Grundschullehrer. Die NAEA vergibt jährlich einen Lowenfeld Award, der zu einer Lowenfeld Lecture verpflichtet.

## Schriften (Auswahl)
- mit Ludwig Münz: Plastische Arbeiten Blinder. Rohrer, Brünn 1935.
- The nature of creative activity experimental and comparative studies of visual and non-visual sources of drawing, painting, and sculpture by means of the artistic products of weak sighted and blind subjects and of the art of different epochs and cultures. Übersetzung ins Englische Oscar Adolf Oeser. Routledge & Paul, London 1952.
- Your child and his art; a guide for parents. Macmillan, New York 1954.
  - Die Kunst des Kindes. Übersetzung Elisabeth Innis. Verl. Öffentliches Leben, Frankfurt am Main 1957.
- mit  W. Lambert Brittain: Creative and mental growth. Macmillan, New York 1964.
  - Vom Wesen schöpferischen Gestaltens. Europ. Verl.-Anst., Frankfurt a. M. 1960.

über 100 Zeitschriftenartikel